# کوامه بوتوئه
کوامه بوتوئه (انگلیسی: Kouamé Botué؛ زادهٔ ۱۰ سپتامبر ۲۰۰۲) بازیکن فوتبال اهل بورکینافاسو است.
وی همچنین در تیم‌های ملی فوتبال زیر ۲۰ سال بورکینافاسو و بورکینافاسو بازی کرده است.